# Clube de Rugby de Évora
Le Clube de Rugby de Évora est un club portugais de rugby à XV basé à Évora.
Le club évolue au deuxième niveau du rugby portugais, le Championnat du Portugal de deuxième division de rugby à XV ou Campeonato Nacional de I Divisião.

## Palmarès
- Championnat du Portugal de troisième division de rugby (2)
  - Champion : 1992/93, 2002/03
  - Vice-Champion :